# Час Ч

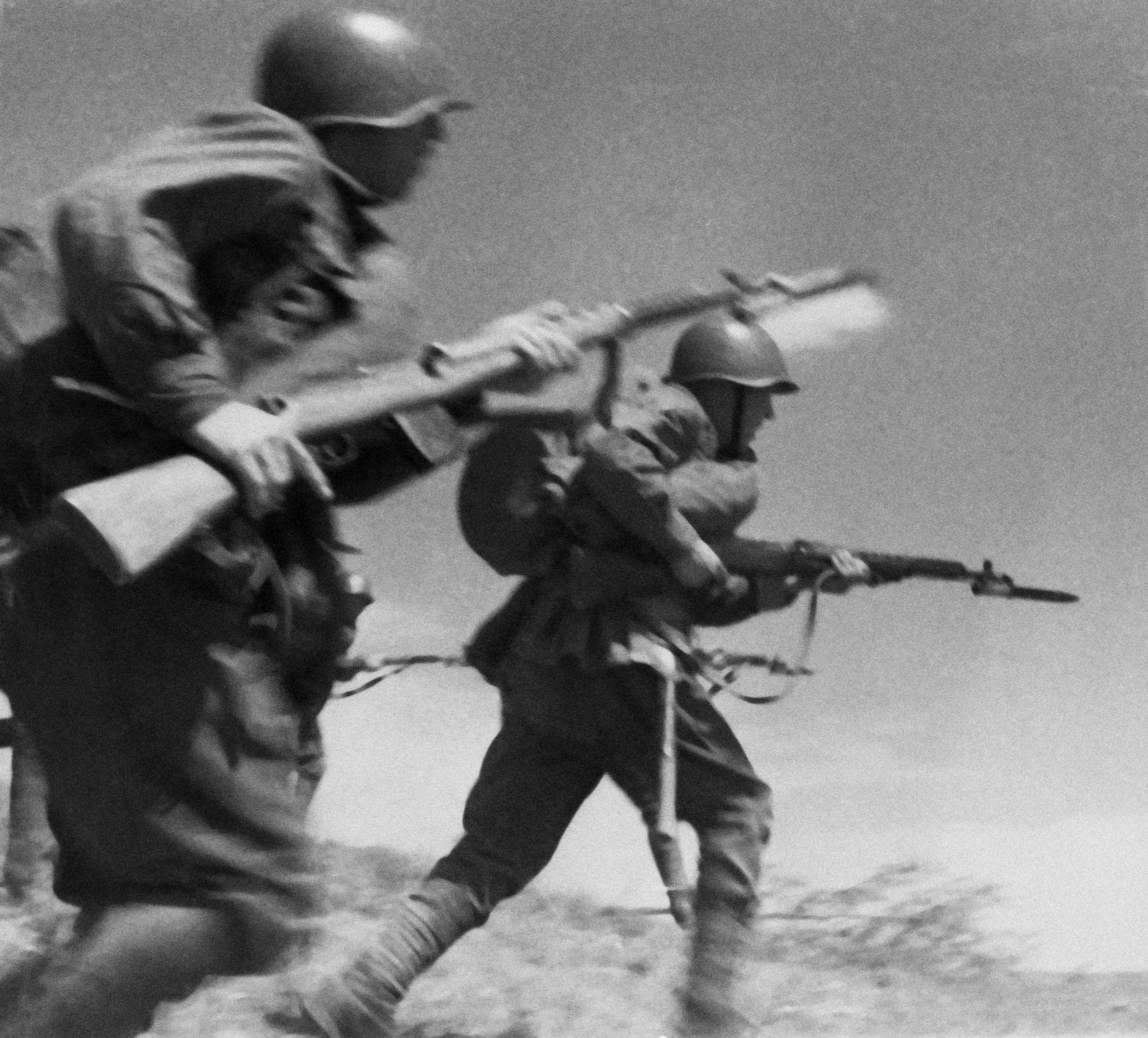
Військові перейшли в атаку за часом «Ч»

Час Ч — це загальноприйнятий у військовій справі термін, яким позначається час початку військової операції. Терміни «День Д» та «Час Ч» звичайно використовуються для позначення дати та години, з яких починається ведення бойових дій. При цьому необов'язково, щоб ці терміни були прив'язані до конкретної дати, а також з метою дотримання режиму таємності. Встановлюється з метою узгодження дій і забезпечення одночасності завдавання удару різними родами військ (сил). Від «Ч», як нульового значення часу, ведеться планування та підготовка дій військ (сил), коли істинний час їхнього початку ще не визначено або воно не розголошується з метою досягнення прихованості.
Під час розробки плану операції, військові використовують цифрове позначення, що додається до дати (часу) початку цих дій. У залежності до цього, позначення може бути як зі знаком «+», так й мати знак «-». Так, Ч-3.00 — позначає, що цей вид діяльності розпочинається рівно за три години до початку операції, Д+3 — запланована дія або становище військ через 3 доби після початку операції.